# チェコの歴史

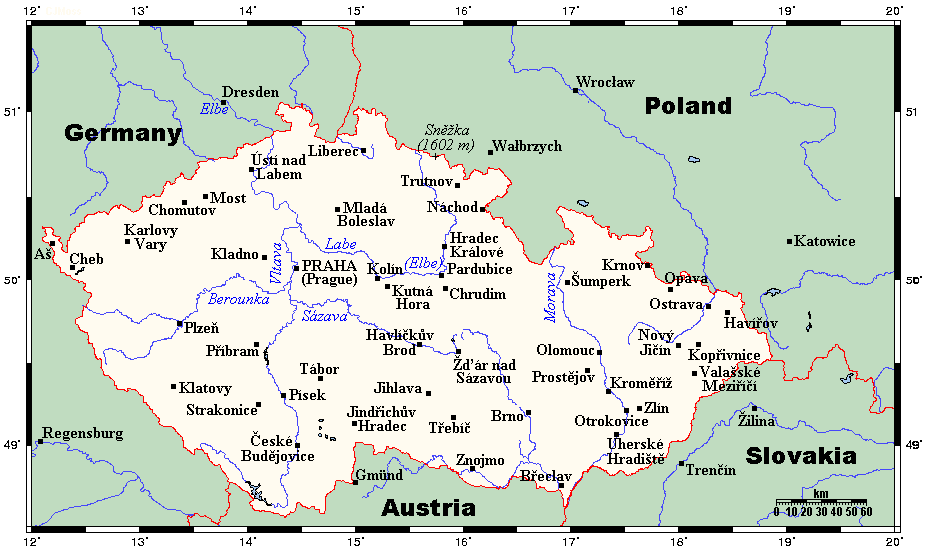
チェコの地図

この項目ではチェコの歴史を記述する。この地域は神聖ローマ帝国、オーストリア帝国、オーストリア・ハンガリー二重帝国、ナチス・ドイツ、ソ連など周辺の諸勢力の影響を受けてきた。

## 概史

### 独立以前

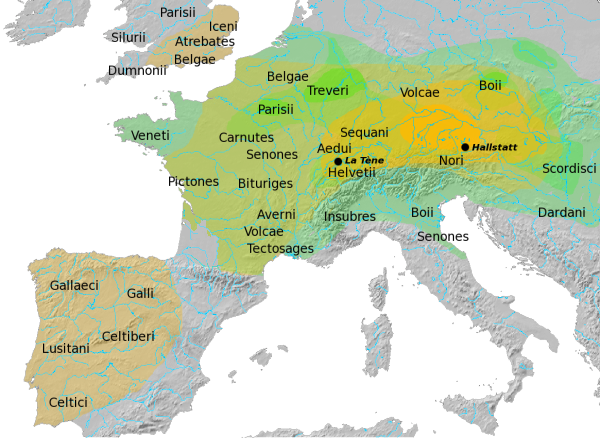
イタリアおよび中央ヨーロッパでのボイイ族の大まかな位置を示した地図。黄色はハルシュタット文化圏、緑色はラ・テーヌ文化圏を示しており、後者は当時のケルト人が住んでいた地域と重なっている。 中央ヨーロッパに書かれた "Boii" の文字は、先史時代にボイイ族が住んでいた場所を示唆している。

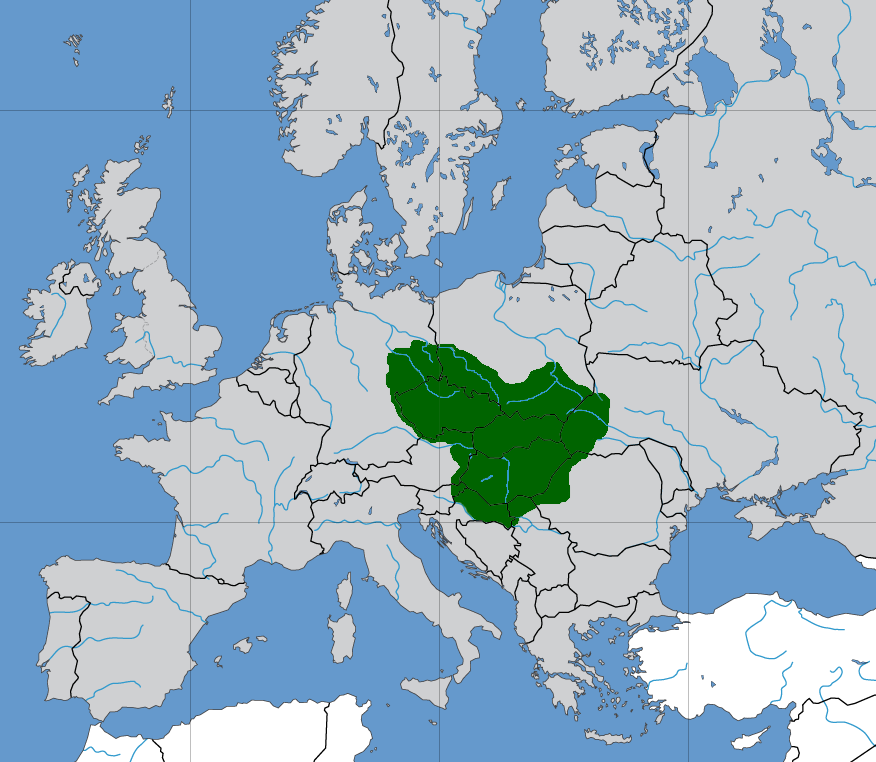
スワトプルクの治世期 (871-894) に最も拡大したモラヴィア王国の版図。

紀元前5世紀から2世紀にかけて、ケルト系先住民ボイイ人の名により「西部の広大な盆地とモラヴィアの丘陵」（チェコ）はボヘミア（独:ベーメン:Böhmen）と呼ばれた。
1世紀頃からゲルマン系民族のマルコマンニ、クァディ、ランゴバルドが定住した。2世紀にはドナウ川流域でマルコマンニ戦争を起こした。
5世紀頃、ゲルマン系民族が西へ移住すると、西スラヴ系のチェック人(Czechs)が定着した。7世紀にはフランクの商人サモがモラヴィアを中心に国家を建設した（サモ王国）。サモの死後まもなく滅びたが、その基礎は次のモラヴィア王国に受け継がれ、これがマジャル人の進出で衰退すると、ボヘミアには10世紀頃に王国を建てた。

### プシェミスル朝（900年-1003年）
大モラヴィア王国がマジャル人に滅ぼされると、10世紀にはチェヒ人（チェコ人）のプシェミスル家によって建国された。またボヘミアにはヴァーツラフ1世が王に即位しボヘミア王国が成立した。
10世紀の終わりにはカトリックを受容した。

### ピャスト朝（1003年-1004年）
1003年、ポーランド貴族であるピャスト家のボレスワフ1世（後のポーランド王国初代国王ボレスワフ1世勇敢王）がチェコ全土を武力で制圧し、ポーランド公ボレスワフ1世兼ボヘミア公ボレスラフとなった。
プシェミスル家のヤロミールは神聖ローマ皇帝ハインリヒ2世と結託して臣従を誓い、ボヘミアを神聖ローマ帝国の領邦としてドイツ人を引き入れることを約束したことで、翌年ボレスワフ1世からボヘミア公の座を取り戻したが、この結果ボヘミアはオーストリア帝国に引き渡されるまで神聖ローマ帝国の領邦となり、歴代君主は実質的にはドイツ人の傀儡となって、20世紀にチェコスロバキアが独立するまで900年以上もの間、政治的にも社会的にも実質上はドイツ人の強い影響下に置かれることとなった。

### プシェミスル朝（1004年-1306年）
11世紀にはドイツ人の移住が進み、ドイツ文化が浸透した。
13世紀にはボヘミア王国は豊富な鉱物資源や商業の勃興で繁栄を極め、ハンガリーやバーベンベルク家断絶後のオーストリアにも勢力を伸ばした。1212年オタカル1世の時にボヘミア王国は称号と世襲が認められ、続いて神聖ローマ帝国によって、選帝侯とされた。その2代後のオタカル2世は大空位時代に乗じて神聖ローマ皇帝の位を狙うが皇帝選挙で敗北し、その後帝国アハト刑を宣せられるなどして領地の大半を没収され、遂にはハプスブルク家の神聖ローマ皇帝ルドルフ1世にマルヒフェルトの戦いで敗れて死んだ。その結果、オタカル2世の次の代にはプシェミスル王朝は途絶する。

### ルクセンブルク朝（1310年-1437年）

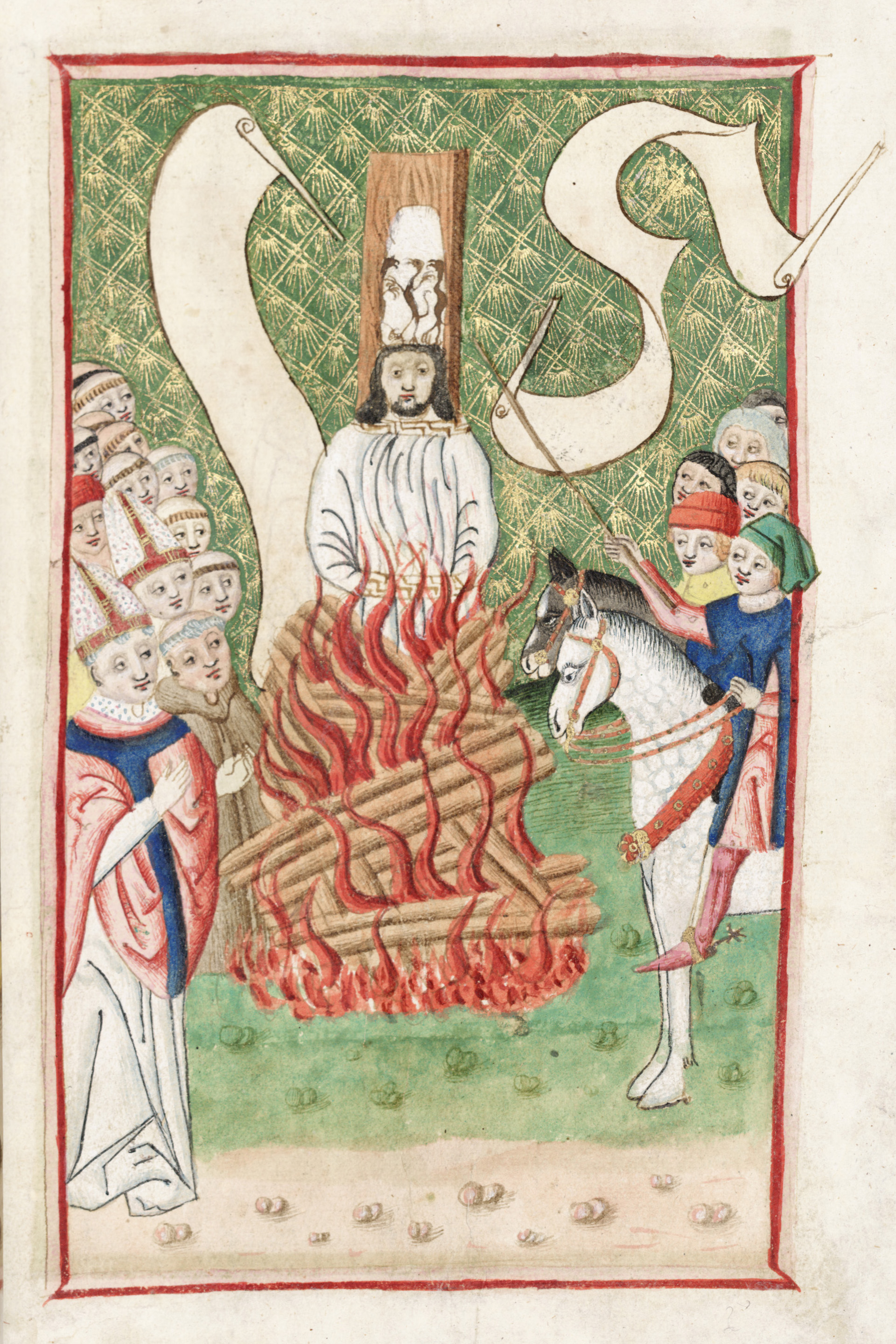
杭にかけられて焼かれるフス

プシェミスル朝が断絶するとドイツ系のルクセンブルク家がボヘミア王を世襲した。ドイツ人の外来王朝のもとで、一層のドイツ化が進んだ。国王カレル1世が神聖ローマ皇帝カール4世に即位すると、1348年にプラハ・カレル大学を創立するなど学芸に力を入れ、プラハは当時のヨーロッパ文化の中心となった。
15世紀に入り、教会大分裂が起き、カトリックが動揺していた頃にプラハ・カレル大学の総長のヤン・フスが英国のウィクリフの影響を受け教会改革を断行。教会を牛耳っていたドイツ人を追放、教会世俗権力を否定した。これが、ローマ教皇の逆鱗に触れ、フスとプラハ市は破門され、1414年のコンスタンツ公会議でフスは異端として火刑となった。フスの教義はボヘミア人と一部ポーランド人の広範な支持を得ていたため1419年にはフス戦争が勃発。ボヘミアにおけるフス派は穏健派（ウトラキスト）と急進派（ターボル派）に分かれて対外戦争と内部抗争を長期に亘り続け、17年後1436年に皇帝ジギスムントとボヘミア代表団の間でイーフラヴァ協約が締結され、フス戦争は終結した。その翌年にはジギスムントは死去。ルクセンブルク王朝は断絶し、神聖ローマ皇帝にはハプスブルク家のアルブレヒト2世が即位する。

### ハプスブルク家の統治（1437年-1918年）
ルクセンブルク王朝断絶後、神聖ローマ皇帝にアルブレヒト2世が即位したことで、ボヘミアはハプスブルク家の支配下に置かれる。しかし、ポーランド王国（ヤゲロー朝）、ハンガリー王国と実質的な支配者は転々とした。オスマン帝国がモハーチの戦いでハンガリーを滅ぼすと、ボヘミア議会はフェルディナント1世をボヘミア王に選出した。この頃からボヘミアは領主階級から地主階級へと変質した貴族による議会がボヘミア王を選挙するようになった。
ハプスブルク家が神聖ローマ皇帝とボヘミア王を兼ねるようになると、プラハは神聖ローマ皇帝の王宮、政治や文化の中心として発展した。とりわけルドルフ2世（在位：1576年 - 1612年、ボヘミア王は1575年 - 1612年）は、プラハ城を主たる居城とした。教養人だったルドルフ2世は文化や芸術を保護したため、その下にはルーラント・サーフェリーを始めとする多数の芸術家が集まり、帝国の首都としてプラハは文化的に大いに繁栄した。

#### 三十年戦争

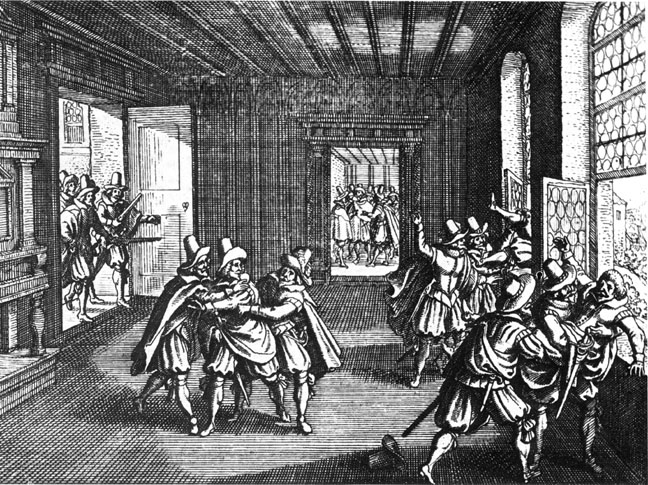
1618年のプラハ窓外投擲事件

当時ボヘミアではフス派やルター派といったプロテスタント勢力が力をつけてきていたが、歴代皇帝はカトリックを推し進めたため、両者の争いが絶えなかった。しかし、ボヘミアは選帝侯領であったため、皇帝即位の票固めの必要から、歴代皇帝はある程度の妥協をしてきた。ところが、1618年、敬虔なカトリック信徒のフェルディナント2世は、ボヘミア王に即位すると、プロテスタントを弾圧し始めた。これに反発した民衆が1618年にプラハ窓外投擲事件を起こすと、プロテスタント諸侯たちは国王への敵対を露わにする。翌年、フェルディナント2世がボヘミア王を兼任したまま神聖ローマ皇帝に即位すると、ボヘミア議会はフェルディナント2世を廃し、新教徒のプファルツ選帝侯フリードリヒ5世を新国王に選出する。皇帝は鎮圧軍を派遣し、三十年戦争（1618年〜1648年）が始まった。
プロテスタントのボヘミア諸侯は、他国のプロテスタント諸侯と同盟したが援軍は派遣されず、土地に縛られて農奴となっていた農民の支持も得られないまま、1620年の白山の戦いで大敗し、フリードリヒ5世はわずか1年と4日で王位を追われた（冬王）。戦後、首謀者の処刑や財産没収といった厳しい処置がとられ、プロテスタント勢力は一掃された。とりわけ1627年の新領法条例によって、議会は権力のほとんどを奪われ、ボヘミアはハプスブルク家の属領となった。これにより、多くのボヘミア貴族や新教徒が亡命し、ヨーロッパ各地に散らばった。
また、1638年のスウェーデン軍のボヘミア侵攻により戦場となり、ボヘミアに4万近くあった村落が約6000に減ったといわれるほど荒廃し、人口が激減した。1648年にはスウェーデン軍にプラハが包囲された。プラハが陥落する前に戦争は終結したが、プラハ王宮はスウェーデン軍に突入され、歴代の国王（特にルドルフ2世）が収集した美術品の多くがクリスティーナ女王の下へ持ち去られた（彼女の退位後ローマへ運ばれ、今はほとんどがバチカン美術館に収蔵されている）。
1648年にヴェストファーレン条約が締結され、戦争は終結した。この条約で新教徒（特にカルヴァン派）の権利が認められた。その一方、ハプスブルク家のボヘミア王位が確立し、絶対王政下に圧政が敷かれることになった。ボヘミア王を兼ねる皇帝の王宮はウィーンとなり、政治・文化の中心の地位を失ったプラハは人口が激減する。また、チェコ語の使用禁止など、宗教的・文化的弾圧を受け、チェコは独自の文化を失い「ドイツ化」が急速に進んだ。こうして19世紀初頭まで続く長い「暗黒時代」を迎えた、とされてきた。19世紀にはチェコ民族復興運動が起こり、民族意識が喚起された。
しかし今日では「ドイツ化」が強要されたという説は支持を失い、「暗黒時代」史観は退けられている。チェコ語が禁止された事実はなく、むしろドイツ語と並ぶ公用語に位置付けられ、ハプスブルク家の君主教育にも組み込まれた。国内外との交流が盛んになり多言語話者が増えるなか、相対的にチェコ語の地位が低下したというのが真相である。社会は大きく変動したが、その最大の受益者は戦前からのチェコの大貴族や、チェコ出身の中小貴族であった。オーストリアの大貴族がチェコに進出したのは事実だが、これは近世後期において、ハプスブルク圏の大貴族が、中欧に幅広く所領を形成するようになったためである。

#### ハプスブルク帝国
|  |  |

#### オーストリア＝ハンガリー帝国

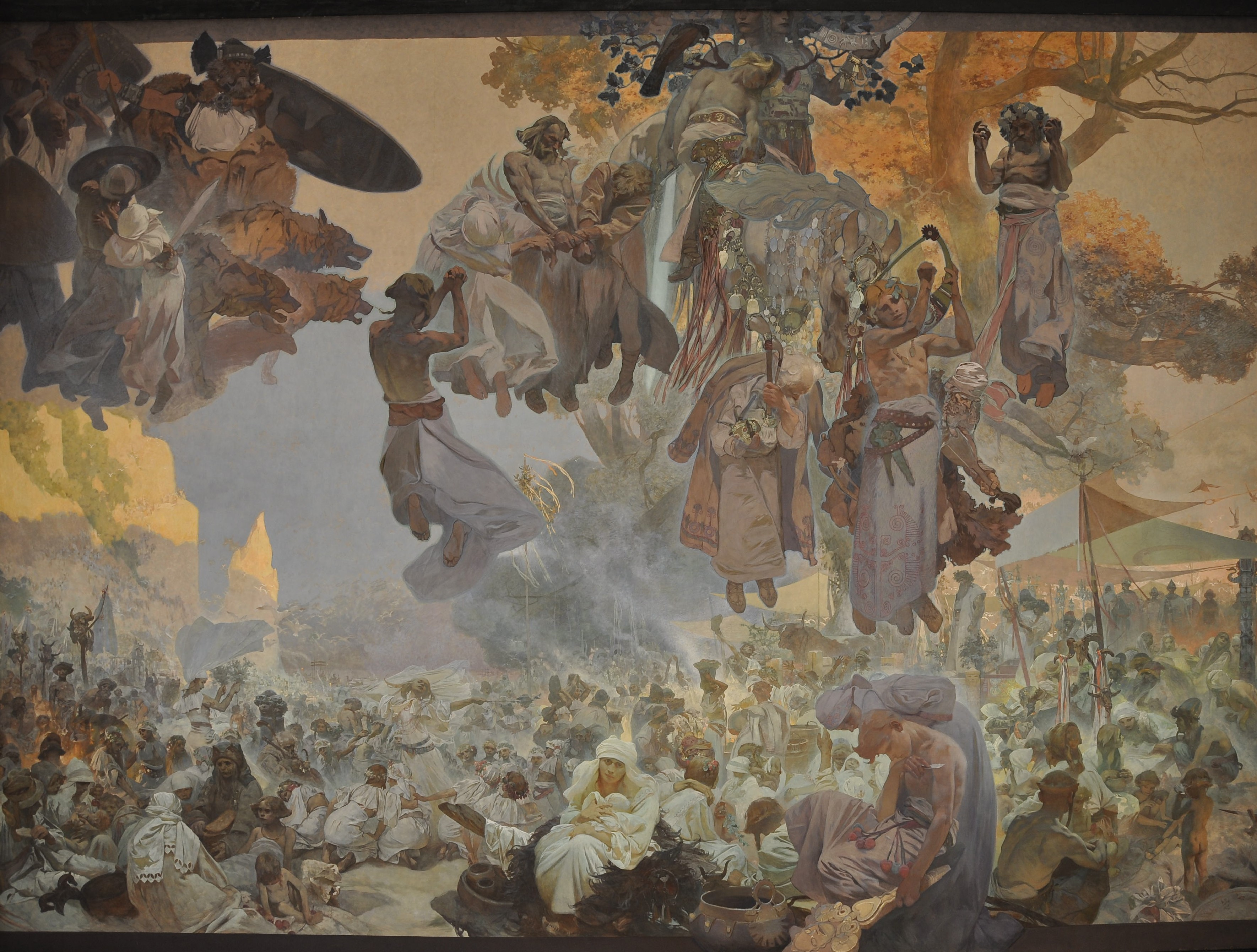
アルフォンス・ミュシャ『スラヴ叙事詩』の1枚(1912)

フランス革命に始まり、フランス革命戦争・ナポレオン戦争によって民族主義と国民国家の理念がヨーロッパに広まると多民族を包含する封建主義のドイツ人支配の帝国であるオーストリア帝国を大きく揺さぶった。大ドイツ主義を唱えるオーストリア帝国がドイツ統一運動から排除されプロイセン王国主導で小ドイツ主義によるドイツ統一が進められるようになると、オーストリア帝国は独立運動を展開するハンガリー人と和協(アウスグライヒ)し、ドイツ人が多民族を支配する帝国からドイツ人とハンガリー人がそれ以外の民族を支配する帝国（オーストリア帝国）と王国（ハンガリー王国）からなる、オーストリア＝ハンガリー帝国に体制を変化させた。
これはドイツ人とハンガリー人の次に人口の多い、スラヴ人の民族主義を刺激し、汎スラヴ主義が勃興した。音楽家のベドルジハ・スメタナ、アントニン・ドヴォルザーク、レオシュ・ヤナーチェクが現れチェコやモラヴィアなど西スラブ民族音楽を基にした作品を発表し、美術ではモラヴィア出身のアルフォンス・ミュシャが汎スラブ主義を鼓舞する作品を描いたのはこの時期である。

### チェコスロバキア時代（1918年-1993年）

#### 第一共和国（1918年-1938年）

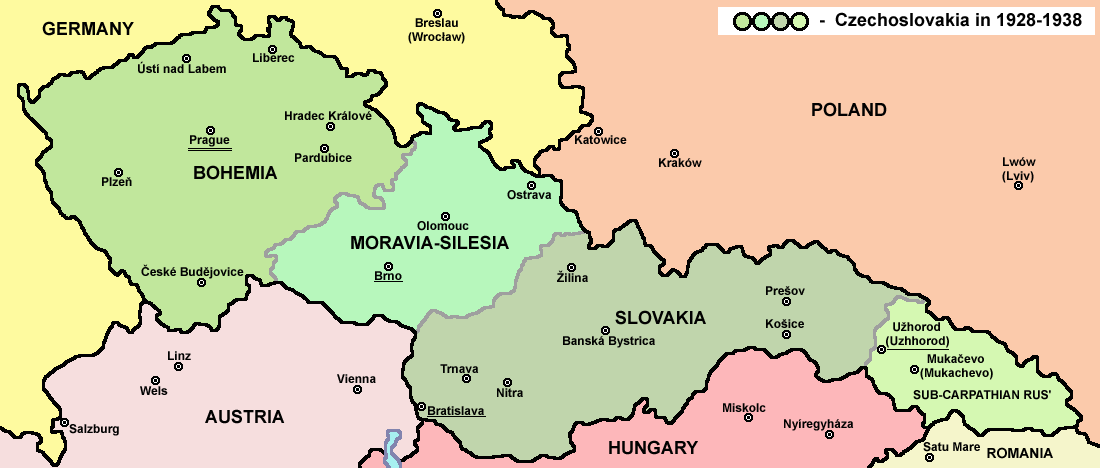
1938年当時のチェコスロバキアの区分。左からボヘミア、モラビア・シレジア、スロバキア、カルパティア・ルテニア

チェコスロバキアの係争地域。1はドイツ要求地域であるズデーテン。2はポーランド要求地域のテッシェン、3は第一次ウィーン裁定でハンガリー領になる南部スロバキアと南部カルパティア・ルテニア、4はカルパティア・ルテニア、5はチェコ、6はスロバキア

第一次世界大戦後の1918年、チェコとスロバキアが合同し、チェコスロバキア共和国として独立した。トマーシュ・マサリク大統領の下で、他の東欧諸国が独裁あるい権威主義体制へ陥る中で、民主主義体制を堅持した。
しかし、国内に300万人を数えるドイツ系住民（ズデーテン・ドイツ人）に代表される少数民族問題は解決されることなく、大恐慌による経済の悪化も重なって、逆にヒトラー政権に利用されることになった。そして1938年9月のミュンヘン会談で、ズデーテン地方をドイツに割譲。一方、この隙に乗じてポーランドは、かねてからの争点であったザオルジェ地方に進駐して、これを占領した。

#### 第二共和国（1938年-1939年）
翌1939年にはナチス・ドイツが進駐し、チェコスロバキアは解体され、ボヘミア・モラヴィア地方がドイツの保護領となった。

#### 共産化への道（1945年-1948年）
1945年、ナチス・ドイツの敗走の結果、ソ連軍によって国土の大半が「解放」される。スロヴァキア東部の都市コシツェで、「コシツェ綱領」が発表され、エドヴァルド・ベネシュを中心とするロンドン亡命政府と共産党との連立政府が発足。ベネシュ大統領の下で「東西の架け橋」を標榜する。ベネシュ大統領は、ドイツ系住民及びハンガリー系住民の市民権の剥奪と私有財産の没収を命ずる大統領令を発し、これにより領内に住んでいた250万人を超えるドイツ系住民を追放して、ドイツ人問題を「解決」した。
1946年の選挙で、共産党が第1党になるが、単独で過半数を得るには至らなかった。またスロヴァキアでは、第2党に甘んじる結果となった。それでも共産党の指導者であるクレメント・ゴットワルトを首班とする内閣が成立した。
1947年、マーシャル・プランへの参加を表明するが、ソ連の圧力で撤回する事態が生じた。当時外務大臣であり、モスクワにソ連指導部との会談に赴いたヤン・マサリクが「一国の外相としてモスクワへ行ったが、ソ連の下僕としてプラハに戻ってきた」と述べたと言われるように、日増しにソ連および共産党からの圧力が高まっていった。そして1948年2月に、非共産党系の閣僚がベネシュに辞表を提出し、ゴットワルト内閣の総辞職を目論むが、共産党は労働組合などを動員し、ベネシュに圧力をかけた。結局、ベネシュは辞表を受理し、共産党と社会民主党左派からなる政権が成立し、チェコスロヴァキアにおいて共産化が完了した（二月事件）。3月には、閣内に残っていたヤン・マサリクが外務省の敷地で遺体で発見され、秘密警察による暗殺説が囁かれるなか、政府は事故死として事件を収拾した。またベネシュは大統領職を辞し、9月3日に死去した。

#### 共産党体制の時代（1948年-1989年）

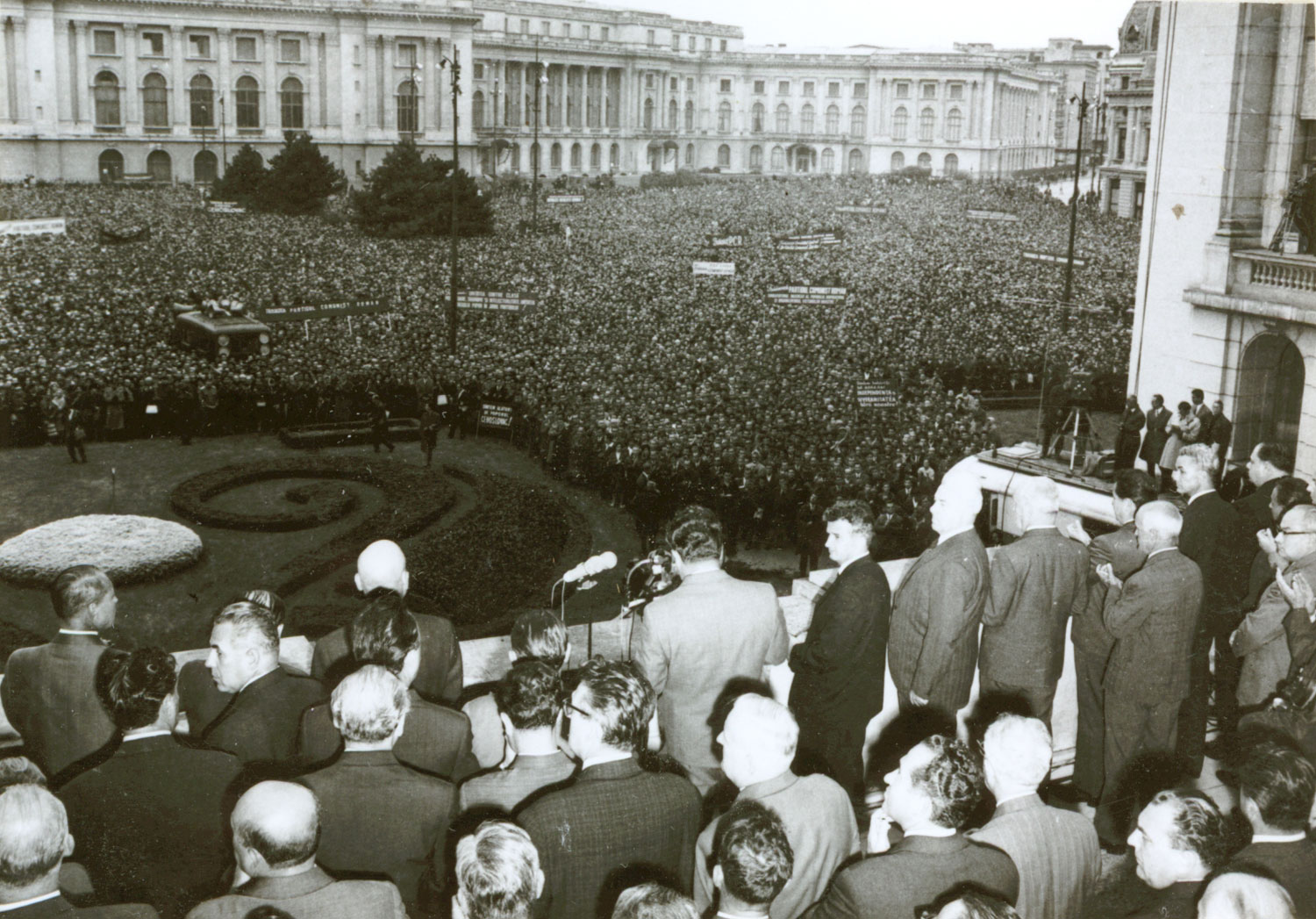
1968年8月。プラハ侵攻に抗議するルーマニアのチャウシェスク大統領

ベネシュに代わって、大統領に共産党の指導者クレメント・ゴットワルトが就任。基幹産業の国有化や農業集団化を推進し、ソ連型社会主義の建設に努めた。またソ連・ユーゴ対立の影響を受け、国内で「チトー主義者」に対する粛清・弾圧が吹き荒れた。この動きは、次第にスロヴァキアの自立を求めるスロヴァキア共産党員にも及び、グスターフ・フサークは終身刑、元外相ヴラジミール・クレメンティスが処刑された。さらに粛清の波は、1952年には、書記長であったルドルフ・スラーンスキーにも及び、頂点に達した。
1953年、ヨシフ・スターリンの葬式から帰国したゴットワルトがその後を追うように死去。党第一書記には、アントニーン・ノヴォトニーが、大統領にはアントニーン・ザーポトツキーが就任。1956年のソ連共産党第20回党大会におけるスターリン批判は、隣国ポーランドとハンガリーで体制危機を招いたが、チェコスロヴァキアでは、その影響は体制を揺るがすまでには至らなかった。1960年に発布された憲法によって、国名はチェコスロヴァキア社会主義共和国となり、社会主義建設は順調に進んでいることを内外に印象付けた。
しかし、1960年代に入ると、経済成長の鈍化、スロバキアの自治要求、知識人や学生などからの批判が高まり、1968年1月、ノヴォトニーに代わって、アレクサンデル・ドゥプチェクが党第一書記に就任。「人間の顔をした社会主義」を掲げ、言論の自由化や計画経済への市場原理の導入、粛清犠牲者の名誉回復といった共産党体制の改革を進めた（毎年春に開催される音楽祭に因んで「プラハの春」と呼ばれる）。しかし8月、“西側化”を危ぶんだソ連がワルシャワ条約機構軍を介入させて鎮圧（チェコ事件）、「プラハの春」は終わりを告げた。
1969年4月、ドゥプチェクは党第一書記を解任され、代わってグスターフ・フサークによる「正常化体制」が始まり、改革に賛同していた党員や知識人などは公的生活から追放された。1977年、哲学者ヤン・パトチカや劇作家ヴァーツラフ・ハヴェルなどが憲章77を発表し、政府の人権抑圧に抗議する運動を起こす。

#### 民主化から連邦解体へ（1989年-1993年）

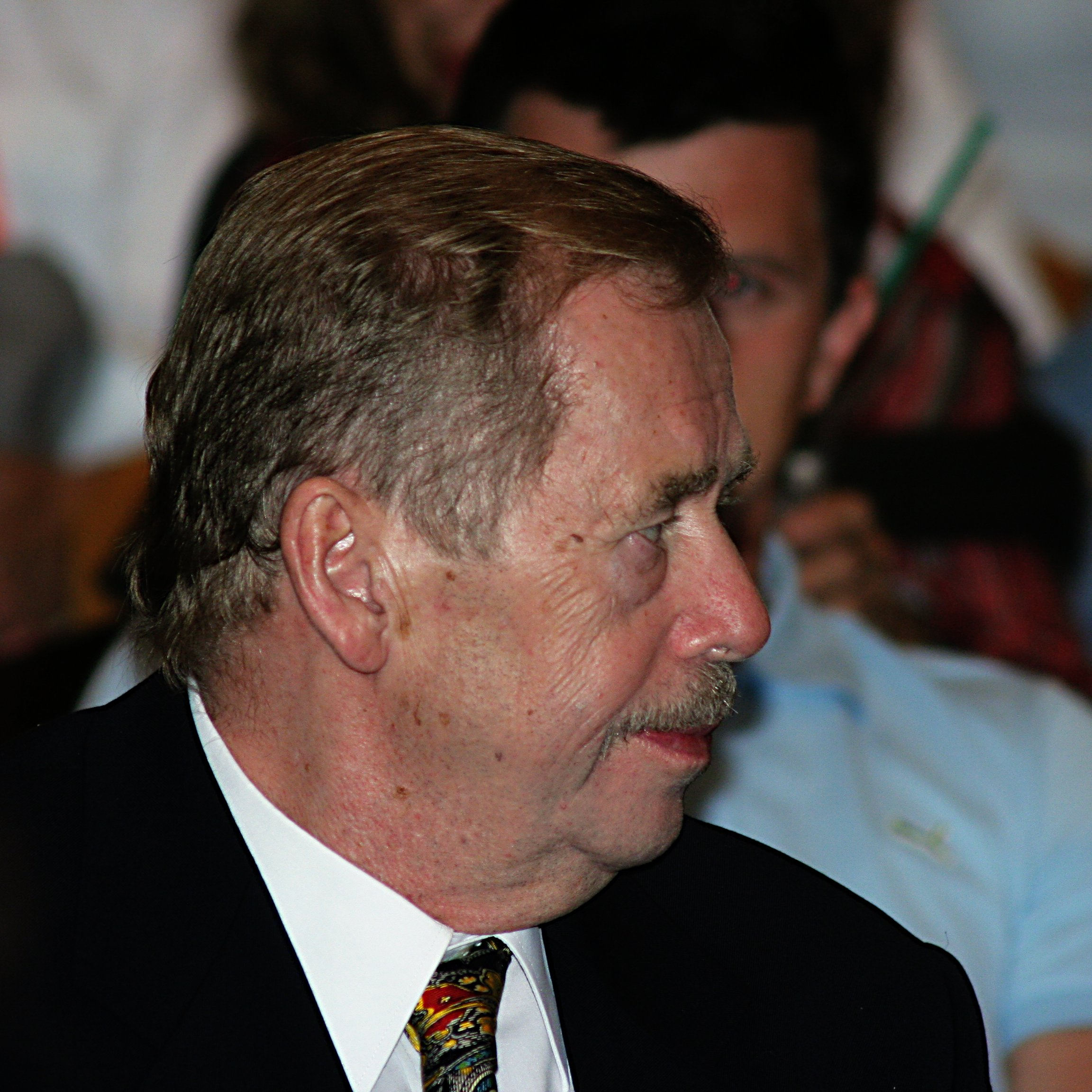
プラハの春で活躍し、ビロード革命の立役者。ヴァーツラフ・ハヴェル。民主化後、最後のチェコスロバキア大統領であり初代チェコ共和国大統領に就任した。

1989年11月17日、ビロード革命により共産党体制が崩壊した。大統領にハヴェルが、連邦議会議長には、ドゥプチェクが就任した。
市場経済への移行政策や連邦政府と共和国との権限配分を巡って、チェコとスロバキアの対立が深まり、1993年1月にスロバキアとの連邦を解消しチェコ共和国に。

### チェコ共和国時代（1993年- ）
- 1995年11月28日、経済協力開発機構（OECD）加盟。
- 1999年3月12日、北大西洋条約機構（NATO）加盟。
- 2003年2月28日、ハヴェルに代わって、ヴァーツラフ・クラウスが新しい大統領に選出され、3月7日に正式就任。
- 2004年5月1日、欧州連合 (EU) に加盟。